# Pic Arnavad
Le pic Arnavad est un sommet du Tadjikistan s'élevant à 5 992 mètres d'altitude dans le chaînon Darvaz, dont il constitue le point culminant, dans le Pamir.